# 1909年南非法令
《1909年南非法令》（英語：South Africa Act 1909）是英国议会通过的一项法令。法令将四个主要的英国南非殖民地开普殖民地、纳塔尔殖民地、奥兰治河殖民地和德蘭士瓦殖民地合并，建立南非联邦。该法令还规定未来南罗德西亚（1890-1923年期间其为不列颠南非公司管理）也将并入联邦并成为新联邦的一个组成省份，但被1922年在南罗德西亚所举行的全民公决中所否决。
《南非法令》同时也是英国议会通过的第三项重要立法，其目的是联合各英国殖民地并给予它们一定程度的自治权。另外两个分别为，1867年通过的《英屬北美法令》，该法令将三个殖民地联合（加拿大省（分为安大略省和魁北克省）、新斯科舍省和新不伦瑞克省），并建立起了加拿大的联邦制度。而1900年通过的《澳大利亚联邦宪法法令》则将澳大利亚各殖民地联合，并建立澳大利亚联邦。

## 历史背景
第二次布尔战争结束后，英国将德兰士瓦共和国和奥兰治自由邦两个原本分别独立的布尔共和国吞并，:463后分别建立德兰士瓦殖民地和奥兰治河殖民地，成为英国在南非的新殖民地。:463
1907年英国政府授予德兰士瓦殖民地和奥兰治河殖民地责任政府后。随着时间的推移：班巴塔叛乱、华工涌入、印度人骚乱、运输税率，以及第一次工业化的浪潮等问题与因素；南非各殖民地认为组成联邦是有益的。因此过去开普、纳塔尔、德兰士瓦和奥兰治合并成为一个联邦的老方案又被重新提出。起初双方的谈判目的仅仅停留在四个殖民地的联邦，不久谈判取得突破性进展，转而为成立一个新的联邦国家。而阿非利卡人因意识到自己人数上将占优势而也支持这一点。
1908年10月12日的谈判大会召开，谈判大会的双方的谈判工作于1909年5月11日完成。这次谈判会议确定了新联邦的政府、立法和经济联盟的条款和章程。随后被转交给了英国政府，而后英国政府起草一个法案来满足他们的要求。
1909年9月20日联邦法案由英国议会通过，1909年9月20日英国国王爱德华七世宣布南非联邦将于1910年5月31日成立。这项法律为南非国家的建立奠定了基础，它作为南非的宪法长达50多年，在此期间，《1931年西敏法規》大大增加了南非作为自治领的自治权。

## 政府结构

南非联邦的组成省：开普省、德兰士瓦省、奥兰治自由邦省与纳塔尔省

南非联邦的政府结构与其他英国属地的政府类似。南非总督被任命为英王的代表，英王也是南非的君主。行政权归于君主（总督），并根据行政委员会的建议行使。
虽然《南非法令》没有明确规定，但按威斯敏斯特制惯例，总督除特殊情况外，一般情况下並不会否决总理之提案，故总理为事实上的政府首脑。与其他政府部长一样，总理必须是议会两院的议员。同时也与其他英国领地一样，总督任命议会下院中最大政党的党魁为总理。如果首相不是行政委员会成员，那么他也会宣誓并成为行政委员会的成员。
立法权属于由君主以及南非参议院及南非众议院（Volksraad）所组成的议会。联邦时期，《南非法令》规定每个联邦省在其上院即参议院之中拥有平等的代表权，参议员由该省在众议院议员和省立法机构的成员所组成的选举团共同选出。
参议院的组成与选举机制因南非后来走向种族隔离制度以及为建立南非共和国而被修改。议会下院，即众议院（Volksraad），各省根据其各自的人口比例派代表参加，议员从省内的各个选区选出。众议院比参议院拥有更大的权力，如同下议院和上议院之间的关系一样。在参议院和众议院之间出现分歧的时候，总督可以召开两院联席会议，审查立法，提出修正案，并对法令进行表决。
由於众议院规模比参议院规模大得多，此制度确保众议院能於任何联席会议中维持其优势地位。澳大利亚议会和印度议会也有类似的解决分歧的方法，但澳大利亚参议院和联邦院的规模分别是澳大利亚众议院和人民院的一半，而南非参议院的规模仅为南非议会的三分之一。与澳大利亚模式不同（但与印度模式相同），因为联席会议召开之前没有举行两院解散重选，因此这进一步加强了众议院和总理在参议院中的地位。
该法令还设立了南非最高法院，作为联邦的联邦统一法院系统。由地方、省和上诉部门所组成。各省的旧最高法院成为新的南非最高法院的省级分院。上诉庭是南非的最高法院，设在布隆方丹。同时，其还可以向枢密院上诉，特别是在海事案件中。
每个联邦省都由一个联邦政府任命的行政长官管理，每个联邦省都有一个一院制的省议会作为立法机构；议会的四名议员与行政长官一起组成一个五人执行委员会，作为该省的内阁。

## 开普问题
开普殖民地长期以来一直坚持非种族选举制度，即选举资格平等地适用于所有男性，不分种族。联邦谈判期间，开普末任总理约翰·哈维尔·梅里曼和代表特兰斯凯以及非洲社区的沃尔特·斯坦福爵士争取将这种多种族的选举制度推广到南非其他省，但没有成功。其他省拒绝了这一提案，因此他们失败了；因其他省决心维护白人在政治上的地位。
南非法令允许开普省保留其传统选举权的“限制性版本”，即根据教育和财富限制所有公民的选举权；这令开普省成为南非唯一一个有色人种（混血）和非洲黑人可以投票的省份。该法令还允许南非议会规定所有其他投票资格。然而，根据南非法令，联邦议会有权在获得三分之二的投票后来修改开普省的投票要求制度。因此在接下来的几年里，联邦议会逐通过立法，慢慢地削弱开普选举制度。
1931年，除21岁的年龄限制外，其余的对白人选民的选举资格限制都被取消了，但对黑人和“有色人种”选民则保留了其限制（包括要求选民必须是男性）。1956年，国民党政府在后来的有色人种投票宪法危机中，取消了所有剩余的“非白人”的选举权。总的来说，在《南非法令》成为南非宪法的时期，该法令对保护黑人没有实质作用，最终使五十年的种族隔离和种族歧视时期得以确立。

## 其他问题
该法令规定英语和荷兰语为南非联邦的官方语言，在法律上具有同等地位，并要求所有政府文件与议会程序都使用这两种语言公开。 
如今，英语仍是南非共和国的官方语言之一。根据《1925年联邦官方语言法令》，荷兰语被扩展到包括南非荷兰语，并在1961年的宪法中被南非荷兰语取代。